# Triosmiumdodecacarbonyl
Triosmiumdodecacarbonyl, kortweg osmiumcarbonyl, is een anorganische verbinding met osmium en heeft als brutoformule Os3(CO)12. Het is een gele vaste stof, die onoplosbaar is in water.

## Synthese
Triosmiumdodecacarbonyl wordt bereid door osmiumtetraoxide en koolstofmonoxide te laten reageren bij een temperatuur van 175°C:
{\displaystyle {\ce {3OsO4 + 24CO -> Os3(CO)12 + 12CO2}}}